# Giaura brunneana
Giaura brunneana är en fjärilsart som beskrevs av Emilio Berio 1974. Giaura brunneana ingår i släktet Giaura och familjen trågspinnare. Inga underarter finns listade i Catalogue of Life.